# Околоносни синуси
Околоносните синуси (на латински: sinus paranasales), наричани още пазухи, представляват запълнени с въздух пространства разположени около носната кухина в черепа. Те нямат някаква съществена физиологична роля. Наличието им се обяснява с това, че костите, в които се намират синусите, са изградени на принципа за постигане на максимална здравина при минимално количество костно вещество.

## Анатомично устройство
При човека се отличават четири групи околоносни синуси. В зависимост от тяхната локализация те биват: решетъчни, горночелюстни, челни и клиновидни.

### Решетъчни синуси
Решетъчните синуси (на латински: sinus ethmoidalis) представляват съвкупност от решетъчни клетки, разположени в лабиринта на решетъчната кост. Броят им варира от 5 до 16, като най-големият от тях се нарича bulla ethmoidalis. Предните 2 - 3 клетки и средните 3 - 4 клетки се отварят в средния носов ход (на латински: meatus nasi medius), а задните 4 - 5 клетки се отварят в горния носов ход (на латински: meatus nasi superior).

### Горночелюстни синуси
Горночелюстните синуси (на латински: sinus maxillaris) са най-големите околоносни синуси, намиращи се в тялото на горната челюст. Представляват чифтна кухина с форма на тристенна пирамида, с основа насочена към носната кухина. Костният им отвор (на латински: hiatus maxillaries) е частично покрит от кости и лигавица. Връзката с носната кухина се осъществява чрез малко отвърстие – полулунен отвор (на латински: hiatus semilunaris), което се отваря в средния носов ход. Тези синуси са твърде разнообразни по форма и големина. Характерно за тях е, че зъбите на горната челюст се вдават в кухината и, като се изолират от лигавицата на пазухата чрез тънка костна пластинка с дебела около 1 – 2 mm.

### Челни синуси
Челните синуси (на латински: sinus frontalis) представляват чифтна кухина, лежаща в преднодолните отдели на челната кост. Двата челни синуса са разделени един от друг чрез вертикална преграда – septum sinuum frontalis, която има доста често асиметрична форма. Поради това, големината и формата на тези синуси е също различна, но най-често формата им наподобява тази на тристенна пирамида с връх, насочен нагоре. Двете челни кухини са свързани с носната кухина посредством челно-носния канал (на латински: ductus nasofrontalis), който е с дължина около 12 - 16 mm. Последният се отваря в инфундибулум (на латински: infundibulum) на средния носов ход.

### Клиновидни синуси
Клиновидните синуси (на латински: sinus sphenoidalis) представляват чифтна кухина, разположена в тялото на клиновидната кост. Тези два синуси се намират под турското седло, където е и хипофизната жлеза. Разделени са един от друг посредством преграда – septum sinuum sphenoidalium, която както при челните синуси е доста често асиметрична, поради което и големината на клиновидните синуси е различна. Всеки синус се свързва с носната кухина чрез отвора си (aperturа sinus sphenoidalis), който излиза над горната носна раковина (на латински: concha nasalis superior) в клиновидно-решетъчното вдлъбване – recessus spheno-ethmoidalis.

## Хистологичен строеж
Всички околоносни синуси са постлани с лигавица, която е продължение на лигавицата на носната кухина. Епителът е многореден цилиндричен, ресничест. В лигавицата има слузни жлези.

## Кръвоснабдяване и инервация
Кръвоснабдяването и инервацията на лигавицата на околоносните синуси се осъществяват от съдовете и нервите на носната кухина.

## Физиологични особености
При дишането част от намиращия се в околоносните кухини затоплен, овлажнен и обезпаразитен въздух се смесва с влизащия през носа въздух. По този начин околоносните кухини играят ролята на резонаторна тръба, която придава тембър на гласа.

## Заболявания на синусите
Възпалителните процеси на зъбите могат да се предават на лигавицата на горночелюстните синуси и да доведат до възпаление – синуит.